# Olympische Sommerspiele 2024/Gewichtheben – Schwergewicht (Männer)
Das Gewichtheben der Männer in der Klasse bis 102 kg (Schwergewicht) bei den Olympischen Sommerspielen 2024 in Paris fand am 10. August 2024 in der Arena Paris Sud 6 statt. Titelverteidiger im Schwergewicht ist der Usbeke Akbar Joʻrayev, der in Tokio mit einer Zweikampfleistung von 430 kg gewann. Damals wurde der Wettkampf im Schwergewicht allerdings als Klasse bis 109 kg ausgetragen. Durch die Reduzierung der Gewichtsklassen von sieben auf fünf bei den Männern zu den Spielen in Paris wurde das maximale Körpergewicht im Schwergewicht auf 102 kg abgesenkt. Joʻrayev wurde in Paris Zweiter hinter dem Chinesen Liu Huanhua, der mit einer Zweikampfleistung von 406 kg die Goldmedaille gewann.

## Titelträger
| Olympische Spiele 2020         | Akbar Joʻrayev    | 430 kg * | Tokio     |
| Weltmeisterschaften 2023       | Liu Huanhua       | 404 kg   | Riad      |
| Afrikameisterschaften 2024     | Yaser Salem       | 375 kg   | Ismailia  |
| Panamerikameisterschaften 2024 | Jeyson Arias      | 375 kg   | Caracas   |
| Asienmeisterschaften 2024      | Akbar Joʻrayev    | 400 kg   | Taschkent |
| Europameisterschaften 2024     | Jauheni Zichanzou | 398 kg   | Sofia     |
| Ozeanienmeisterschaften 2024   | Don Opeloge       | 390 kg   | Auckland  |

## Rekorde
Vor Beginn der Olympischen Spiele waren folgende Rekorde gültig:
| Weltrekord         | Reißen    | Weltstandard         | 191 kg |        | 1. November 2018 |
| Weltrekord         | Stoßen    | Liu Huanhua          | 232 kg | Phuket | 8. April 2024    |
| Weltrekord         | Zweikampf | Liu Huanhua          | 413 kg |        |                  |
|                    |           |                      |        |        |                  |
| Olympischer Rekord | Reißen    | Olympischer Standard | 186 kg |        |                  |
| Olympischer Rekord | Stoßen    | Olympischer Standard | 226 kg |        |                  |
| Olympischer Rekord | Zweikampf | Olympischer Standard | 410 kg |        |                  |

## Qualifikation
Die zehn höchstplatzierten Athleten der Qualifikationsrangliste erhielten einen Quotenplatz. Dabei war nur ein Athlet pro Land zu berücksichtigen. Pro Geschlecht durften jedoch nur maximal drei Sportler eines NOKs über drei Gewichtsklassen verteilt eingesetzt werden. Zudem war ein Quotenplatz für denjenigen kontinentalen Verband vorgesehen, dessen Athleten sich nicht über die Qualifikationsrangliste einen Startplatz sichern konnten. Dabei erhielt der höchstplatzierte teilnahmeberechtigte Athlet dieses kontinentalen Verbandes den Quotenplatz. Um teilnahmeberechtigt zu sein, mussten die Athleten an den Weltmeisterschaften 2023, dem IWF World Cup 2024 und an mindestens drei weiteren Qualifikationsturnieren teilnehmen.

## Endergebnis
| Rang | Athlet               | Nation                         | Kgw. | Reißen (kg) | Reißen (kg) | Reißen (kg) | Reißen (kg) | Stoßen (kg) | Stoßen (kg) | Stoßen (kg) | Stoßen (kg) | Zweikampf |
| Rang | Athlet               | Nation                         | Kgw. | 1           | 2           | 3           | Gesamt      | 1           | 2           | 3           | Gesamt      | Zweikampf |
| ---- | -------------------- | ------------------------------ | ---- | ----------- | ----------- | ----------- | ----------- | ----------- | ----------- | ----------- | ----------- | --------- |
| 1    | Liu Huanhua          | Volksrepublik China            |      | 178         | 183         | 186         | 186         | 220         | 228         | 233         | 220         | 406       |
| 2    | Akbar Joʻrayev       | Usbekistan                     |      | 180         | 185         | 189         | 185         | 219         | 224         | 232         | 219         | 404       |
| 3    | Jauheni Zichanzou    | Individuelle Neutrale Athleten |      | 176         | 178         | 183         | 183         | 214         | 219         | 228         | 219         | 402       |
| 4    | Garik Karapetjan     | Armenien                       |      | 180         | 186         | 186         | 186         | 212         | 218         | 218         | 212         | 398       |
| 5    | Irakli Tschcheidse   | Georgien                       |      | 171         | 176         | 179         | 179         | 214         | 214         | 224         | 214         | 393       |
| 6    | Lesman Paredes       | Bahrain                        |      | 181         | 186         | 188         | 181         | 211         | 218         | 218         | 211         | 392       |
| 7    | Ramiro Mora          | Refugee Olympic Team           |      | 161         | 166         | 168         | 166         | 201         | 206         | 210         | 210         | 376       |
| 8    | Wesley Kitts         | Vereinigte Staaten             |      | 167         | 172         | 177         | 172         | 202         | 210         | 210         | 202         | 374       |
| 9    | Jang Yeon-hak        | Südkorea                       |      | 173         | 179         | 180         | 173         | 200         | 211         | 221         | 200         | 373       |
| 10   | Döwranbek Hasanbaýew | Turkmenistan                   |      | 180         | 187         | 188         | 180         | 190         | 190         | 200         | 190         | 370       |
| —    | Ahmed Abuzriba       | Libyen                         |      | 164         | 169         | 170         | 164         | —           | —           | —           | —           | DNF       |
| —    | Fares Ibrahim        | Katar                          |      | 178         | 178         | 178         | —           | —           | —           | —           | —           | DNF       |
| —    | Don Opeloge          | Samoa                          |      | 170         | 170         | 170         | —           | —           | —           | —           | —           | DNF       |